# Monument au voïvode Vuk
Le monument au voïvode Vuk  se trouve à Belgrade dans le parc Тopličin Venac. L'auteur de la sculpture de 1922 est le sculpteur Đorđe Jovanović. Le monument n'est posé qu'en 1936. Les restes du voïvode Vuk, Vojin Popović, ont été transférés à Belgrade du cimetière militaire serbe à Zejtinlik près de Thessalonique, le 30 septembre 1923. Dans la procession solennelle par les rues centrales de Belgrade, après le requiem à Saborna crkva et le discours d'adieu depuis la balcon du Théâtre national et après l'escorte dernier, il a été enterré au nouveau cimetière. 

## Vie de Vojin Popović

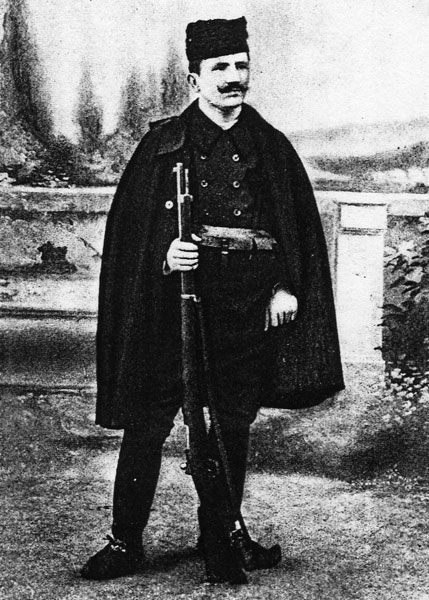
Војвода Вук Поповић

Dans la petite enfance Vojin Popović a échappé en raison du terreur turque de Sjenica à Kragujevac, où il a continué son éducation. Après l'Académie militaire terminée en 1903 à Belgrade, en tant que le second lieutenant d'infanterie, il approchait à l'organisation des tchetniks en 1905, et en 1911 à l'organisation clandestine « L'unité ou la mort » (La Main noire). Il a participé dans les combats conte les Turcs en Macédoine et en Ancienne Serbie dans la période de 1905 à 1912 (Bataille de Čelopek (en), Kumanovo, Prilep, Bitolj, la rivière Vardar ) et contre les Bulgares à la rivière Bregalnica en 1913. Dans la Première Guerre mondiale il est devenu célèbre par les batailles de Drina, Kolubara et surtout celle de Cer, les exploits pour lesquels il a été récompensé de l'ordre de l'Étoile de Karadjordje de IIIème et IVème ordre. Il a atteint le rang de colonel lieutenant d'infanterieda l'Armée serbe.Bien que connu comme sévère et implacable, il a joui la confiance illimitée et est resté en mémoire comme le tchetnik voïvode extraordinaire, à cause de son courage exceptionnel par lequel il menait ses combattants. Ses détachements militaires assuraient l'escorte du prince héritier Aleksandar Karadjordjević à l'occasion de la retraite à travers l'Albanie, après des grandes pertes en 1915.
Il a terminé ses combats constants sur la partie la plus difficile du Front de Salonique dans la Première Guerre mondiale comme le commandement de Détachement volontaire dans les luttes contre les Bulgares pour la conquête de Kajmakčalan, le sommet stratégique le plus important de la montagne Nidža, comme en témoignent les plus proches camarades. Après les blessures au Gruniski vis dans la zone de la Tsrna le 29 novembre 1916, le voïvode a poursuit l'expulsion des ennemis, mais il a été baissé par la balle, à la fin de la bataille.

## Idée du monument et érection
Après l'enterrement à Belgrade, il a été proposé l'érection du monument au Voïvode Vuk. Le conseil municipal de la Municipalité de Belgrade a proposé de déterminer le lieu dans le parc Topličin venac pour l'élevage du monument. Les moyens pour la construction du monument seraient assurés par de nombreux admirateurs de Voïvode Vuk. Pour la création de la sculpture du monument de voïvode a été engagé le sculpteur Đorđe Jovanović, éduqué à Vienne, Munich et Paris, qui a préparé un an avant (en 1922) la sculpture du voïvode à Prague en bronze. L'érection du monument à une personnalité la plus respectée du mouvement detchetniks a été retardé pendant plusieurs années, en raison des événements politiques défavorables, où quelques membres de « Main noire » ont participé, de même que les actions des détachements de tchetniks comme l'aide à l'Armée régulière serbe sur l'espace de la Serbie et la Macédoine, et qui ont été supprimés comme les groupes militaires non-officieuxsous l'influence des gouvernements européens.
Le dimanche 23 octobre 1936 dans le parc à Topličin venac, il a été officiellement dévoilé et consacré le monument au grand guerrier pour la libération des terres serbes – le commandant principal de l'Armée nationale, du Détachement des volontaires, serbe, Vojin Popović, qui était une légende parmi ses camaradesmême pendant sa vie – le Voïvode Vuk.Avec des sons de l'hymne tchetnik, en présence de milliers de citoyens et plusieurs dizaines des plus hauts invités, des représentants militaires les plus respectés, des représentants du roi Petar II ,le monument a été découvert par l'avocat Milan Aćimović, l'ancien tchetnik et le combattant du voïvode Vuk. Ainsi, il est célébré le vingtième anniversaire de sa mort héroïque. Le monument a été posé au centre de l'ancienne capitale du royaume de Yougoslavie.

## Description

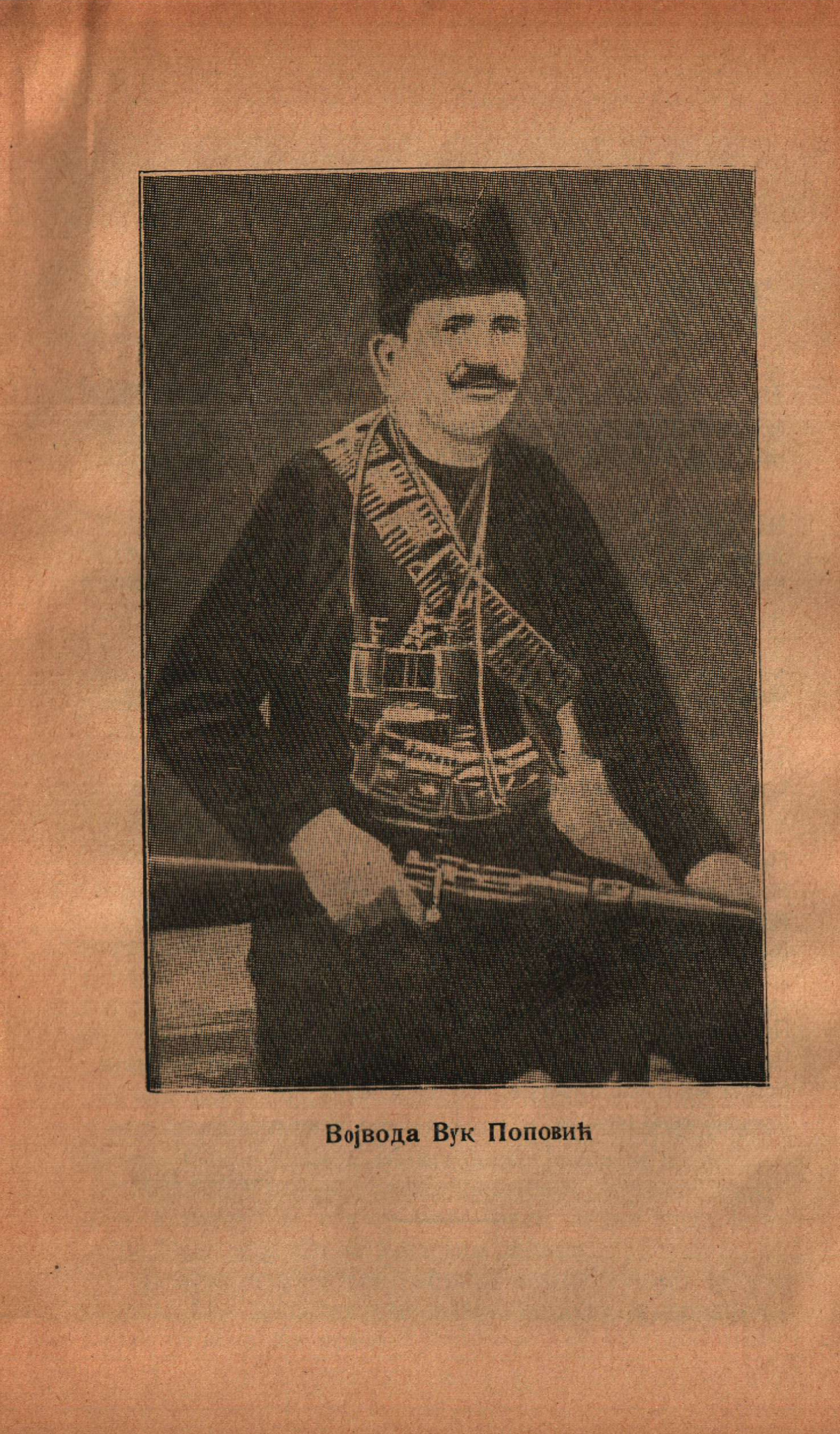

Le monument en vue de la sculpture du voïvode Vuk sur un haut piédestal, conçu dans l'esprit des mémoriaux construits partout en Serbie, et dans la tradition des exemples européens, qui gardent la mémoire aux combattants tués pour la libération dans des guerres des Balkans et la Première Guerre mondiale. Sur le podium sous la forme de cuboïde tronqué, construit en grès, il a été posé la sculpture en bronze du voïvode, qui, sur une élévation symbolique, a fait un mouvement fort vers l'avant, bien dans le repos entre les batailles, parce qu'il maintient l'arme abaissée dans la main droite, tandis qu'il montre par la main gauche vers l'avant et vers les villes dans le sud de l'ancienne Serbie, qui doivent encore être libérées. Le voïvode est présenté d'une manière réaliste et aussi dans l'apparence du visage et le vêtement du voïvode de tchetniks, le leader de l'armée nationale, constitué des parties de costumes folkloriques et la robe, tandis que, autour de sa taille, il a la ceinture avec des balles attachées. Sur sa tête, il est une casquette avec l'emblème du mouvement tchetnik (la crane avec des fusilles croisés et l'aigle à deux têtes). Au pied de la sculpture, il est sculpté la signature de l'auteur de sculpture „Dj.Jovanović 1929“. La hauteur de la sculpture est de 2 mètres, le piédestal est de 4 mètres, tandis que la largeur du piédestal est de 1,5 mètre.Au côté frontal du piédestal, il est gravé une inscription: voïvode Vuk  1880-1916, et sur les côtés du piédestal, il est posé des plaques avec les noms gravés de sept villes dont les libérations le voïvode Vuk a participé: 
Sur la plaque droite, il se trouve les noms des villes suivantes :  Čelopek, Kumanovo, Elbasan, Bregalnica, Šamurovica Ada, Loznica.
Sur la plaque gauche il y a des villes: Jadar, Konatica, Belgrade, Vlasina, Kajmakčalan, Siva Stena, Grunište. Au sommet du piédestal, dans un relief peu profond, il a été formé une couronne des feuilles de laurier, sur laquelle il est posé dans les quatre côtés, aussi dans un relief peu profond, les présentations réduites des os de crane et de corps. Le voïvode se tient debout sur la couronne de laurier triomphal, couronné par la gloire immortelle, mais avec un symbole accentué de l'appartenance à l'Armée populaire volontaire.
Le style de la création de relief sur le piédestal reflète les concepts artistiques entre-deux-guerres mondiales, il est plus moderne et stylisé dans l'esprit de la sculpture d'art déco, tandis que la sculpture créée précédemment exprime le mouvement, mais elle est traitée sans la modernisation de l'expression. Les analogies typiques et l'influence de la sculpture française sont claires, surtout d'Auguste Rodin, t il est possible une comparaison avec quelques sculptures qui étaient déjà réalisées par le sculpteur Đorđe Jovanović (Prince Miloš Obrenović, le monument à Požarevac (1897 ), Monténégrin (1902), Faucheuse (1915) et Vainqueur, le monument à Paraćin (1920).

## Importance
Le monument au voïvode Vuk a une valeur culturelle, historique et artistique particulière, comme l’un des mémoriaux à la guerre de libération de la Serbie. Il est un document historique de l'Armée nationale serbe des volontaires, mais aussi l’œuvre de l'un des sculpteurs serbes les plusimportants. Cela est le seul monument d’un voïvode des tchetniks à Belgrade et il a été présenté dans la figure entière, tandis que d'autres ducs appartiennent à l'armée régulière, beaucoup d'entre eux sont présentés sous la forme de buste. 
Ce monument célèbre l’idée du Libérateur des terres serbes, mais aussi d’un guerrier comme l’exemple suprême. Dans la visualisation, le visage n'est pas idéalisé, mais il est modelé selon l'apparence authentique, même présenté comme un homme un peu plus âgé, bien qu'il ait succombé à ses blessures à l’âge de 36 ans. 
. Le monument au voïvode Vuc a été établie comme un bien culturel en 2014.